# Liste des villes jumelées de Chine
 (décembre 2016).
Si vous disposez d'ouvrages ou d'articles de référence ou si vous connaissez des sites web de qualité traitant du thème abordé ici, merci de compléter l'article en donnant les références utiles à sa vérifiabilité et en les liant à la section « Notes et références ».

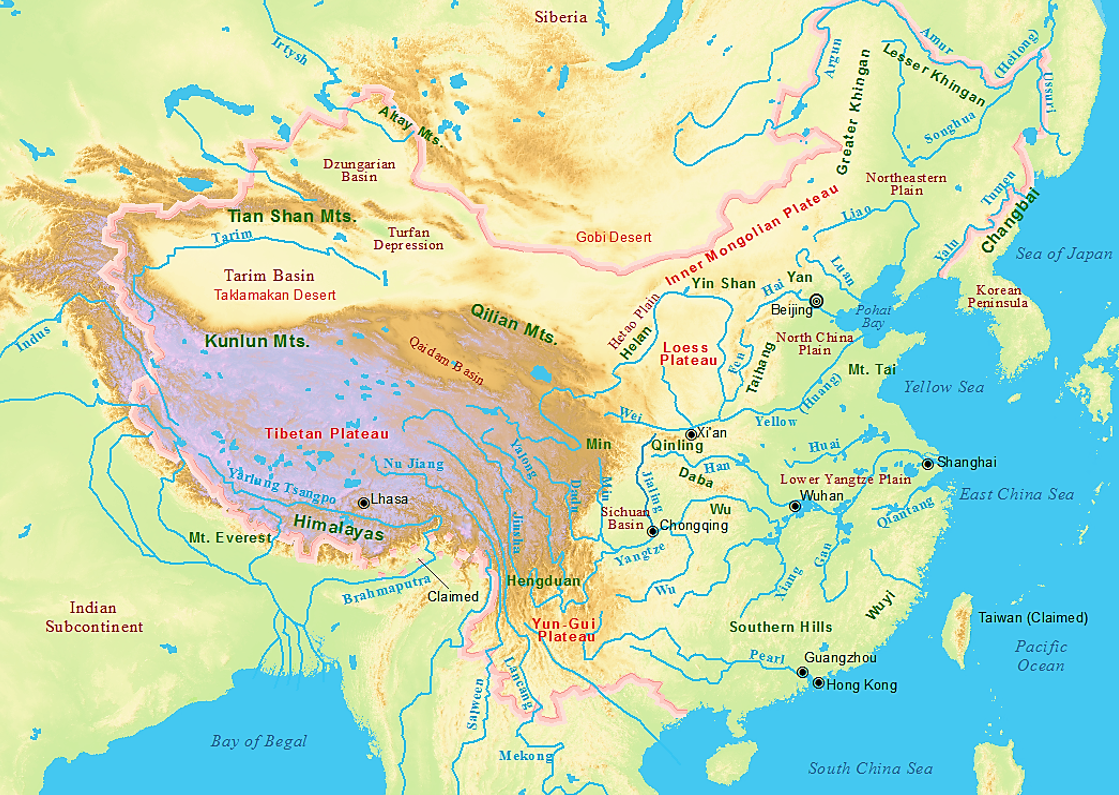
Carte de la Chine.

Ceci est la liste des villes jumelées de Chine ayant des liens permanents avec des communautés locales dans d'autres pays. Dans la plupart des cas, en particulier quand elle est officialisée par le gouvernement local, l'association est connue comme « jumelage » (même si d'autres termes, tels que « villes partenaires », Sister Cities ou « municipalités de l'amitié » sont parfois utilisés). La plupart des endroits sont des villes, mais cette liste comprend aussi des villages, des districts, comtés, etc., avec des liens similaires.
- Haut – A
- B
- C
- D
- E
- F
- G
- H
- I
- J
- K
- L
- M
- N
- O
- P
- Q
- R
- S
- T
- U
- V
- W
- X
- Y
- Z

## A

### Anshan(鞍山)
Sheffield, Royaume-Uni, 1983

## B

### Pékin(北京)[2],[3]
| Téhéran, Iran (1979) Tokyo, Japon (1979) Belgrade, Serbie (1980) New York, États-Unis (1980) Lima, Pérou (1983) Washington, États-Unis (1984) Madrid, Espagne (1985) Rio de Janeiro, Brésil (1986) Cologne, Allemagne (1987) Amman, Jordanie (1990) Ankara, Turquie (1990) Le Caire, Égypte (1990) Islamabad, Pakistan (1992) Jakarta, Indonésie (1992) Riga, Lettonie São Paulo, Brésil, | Bangkok, Thaïlande (1993) Buenos Aires, Argentine (1993) Kiev, Ukraine (1993) Séoul, Corée du Sud (1993) Amsterdam, Pays-Bas (1994) Berlin, Allemagne (1994) Bruxelles, Belgique (1994) Hanoï, Vietnam (1994) Moscou, Russie (1995) Gauteng, Afrique du Sud (1998) Ottawa (Ontario), Canada (1999) Canberra, Australie (2000) Athènes, Grèce (2005) Brasilia, Brésil | Bucarest, Roumanie (2005) Budapest, Hongrie (2005) La Havane, Cuba (2005) Manille, Philippines (2005) Addis-Abeba, Éthiopie (2006) Astana, Kazakhstan (2006) Helsinki, Finlande (2006) Londres, Royaume-Uni (2006) Tel Aviv, Israël (2006) Wellington, Nouvelle-Zélande (2006) Lisbonne, Portugal (2007) Tirana, Albanie (2007) Doha, Qatar (2008) Santiago, Chili (2008) Mexico, Mexique Kuala Lumpur, Malaisie |

| District de Changping (昌平区) Dobong-gu, Séoul, Corée du Sud | District de Daxing (大兴区) Gwanak-gu, Séoul, Corée du Sud |  |

## G

### Guangzhou(广州)
Los Angeles (Californie), États-Unis (1979)

## H

### Haidian(海淀)
Cambridge (Massachusetts), États-Unis (2005)

## N

### Ningbo(宁波)
São Paulo, Brésil

## S

### Shanghai(上海)

#### Europe
- Hambourg, Allemagne – 1986[14]
- Porto, Portugal – 1995[15]
- Barcelone, Espagne – 2001[16]

## Z

### Zhejiang(浙江)
Gaborone, Botswana (2009)

## Sources
- (en) Cet article est partiellement ou en totalité issu de l’article de Wikipédia en anglais intitulé « List of twin towns and sister cities in China » (voir la liste des auteurs).